# Leo Carlsson
Leif Leo Olof Carlsson, comunemente conosciuto come Leo Carlsson (Karlstad, 26 dicembre 2004) è un hockeista su ghiaccio svedese.
È un giocatore degli Anaheim Ducks della National Hockey League (NHL). È stato scelto come seconda scelta assoluta dai Ducks nel NHL Entry Draft 2023.

## Carriera da giocatore
Leo Carlsson ha giocato inizialmente a livello giovanile con la squadra della sua città natale, il Färjestad BK, prima di passare all'Örebro HK, squadra di ruolo della Swedish Hockey League (SHL), per la stagione 2020-21. Nella stagione 2021-22, Carlsson ha fatto il suo debutto da professionista nella SHL a 16 anni, realizzando tre gol e sei assist in 35 partite di stagione regolare.
Nel suo anno di eleggibilità al draft NHL, Carlsson ha aumentato le sue quotazioni giocando esclusivamente con la squadra senior della SHL, nel ruolo di marcatore centrale dell'Örebro HK per la stagione 2022-23. Bob McKenzie ha definito Carlsson un prospetto "blue-chip" nel NHL Entry Draft 2023. Il 28 giugno 2023 Carlsson è stato scelto come secondo assoluto dagli Anaheim Ducks nel draft 2023. Il 12 luglio firma con i Ducks un contratto triennale entry-level.
Il 10 ottobre Carlsson è stato nominato nella rosa dei Ducks per la stagione 2023-24 dopo aver partecipato al ritiro della squadra. Il 6 ottobre, tuttavia, subisce un infortunio durante l'allenamento e non può giocare le prime due partite della stagione. Carlsson ha fatto il suo debutto nella NHL il 19 ottobre, segnando un gol nella sconfitta dei Ducks per 3-2 contro i Dallas Stars. Il 10 novembre, nella sconfitta per 6-3 contro i Philadelphia Flyers, Carlsson è diventato il più giovane giocatore nella storia dei Ducks a registrare un hat trick, a 18 anni e 319 giorni.

## Carriera internazionale
Leo Carlsson ha rappresentato la squadra juniores svedese ai Campionati mondiali juniores del 2023. Nel maggio 2023 è stato annunciato che Carlsson avrebbe giocato per la squadra senior svedese ai Campionati del Mondo IIHF 2023.

## Statistiche di carriera

### Carriera nel campionato svedese
| 2020–21 | Örebro HK | J20    | 19 | 4  | 5  | 9  | 12 | —  | — | — | — | — |
| 2021–22 | Örebro HK | J20    | 14 | 10 | 17 | 27 | 2  | 4  | 1 | 7 | 8 | 2 |
| 2021–22 | Örebro HK | SHL    | 35 | 3  | 6  | 9  | 4  | —  | — | — | — | — |
| 2022–23 | Örebro HK | SHL    | 44 | 10 | 15 | 25 | 6  | 13 | 1 | 8 | 9 | 4 |
| Totale  | Totale    | Totale | 79 | 13 | 21 | 34 | 10 | 13 | 1 | 8 | 9 | 4 |

### Carriera in nazionale
| Anno             | Squadra          | Evento           | Risultato        |    | GP | G | UN | Pt | PIM |
| ---------------- | ---------------- | ---------------- | ---------------- | -- | -- | - | -- | -- | --- |
| 2021             | Svezia           | HG18             | 3°               | 5  | 1  | 2 | 3  | 0  |     |
| 2022             | Svezia           | U18              | 2°               | 2  | 2  | 1 | 3  | 0  |     |
| 2023             | Svezia           | WJC              | 4°               | 7  | 3  | 3 | 6  | 2  |     |
| 2023             | Svezia           | WC               | 6°               | 8  | 3  | 2 | 5  | 0  |     |
| Totali giovanili | Totali giovanili | Totali giovanili | Totali giovanili | 14 | 6  | 6 | 12 | 2  |     |
| Totali senior    | Totali senior    | Totali senior    | Totali senior    | 8  | 3  | 2 | 5  | 0  |     |

### Carriera nella NHL
| 2023–24 | Anaheim Ducks | 55 | 12 | 17 | 29 | 16 | — | — | — | — | — |
| Totale  | Totale        | 55 | 12 | 17 | 29 | 16 | — | — | — | — | — |

Statistiche in NHL aggiornate a luglio 2024.